# Корсиканский националистический альянс
Корсиканский националистический альянс (КНА) (корс. UAccolta Naziunale Corsa; фр. Alliance nationaliste corse) — корсиканская политическая партия во Франции, выступающая за широкую автономию Корсики. Основана Петром Поджоли 24 октября 1989 года.

## История
Корсиканский националистический альянс был создан 24 октября 1989 года Петром Поджоли. 1 февраля 2009 года Корсиканский националистический альянс вместе с еще тремя организациями, образует новое политическое движение «Свободная Корсика», которым руководит бывший лидер КНА Петр Поджоли.

## Политическая платформа
Корсиканский националистический альянс движение умеренного корсиканского регионализма, выступал за автономию Корсики. КНА делал упор на решение социальных вопросов на острове, требуя социальной справедливости и более равномерного распределения богатства и доходов экономики острова в интересах большинства народа Корсики. Также требовал отказа от монополий, в пользу народа Корсики.